# IWA World Tag Team Championship (IWA Japan)
L'IWA World Tag Team Championship è stato un titolo di wrestling riservato alla divisione tag team di proprietà della International Wrestling Association of Japan (IWA Japan).
Il titolo fu attivo dal 1994, anno in cui fu istituito, fino al 2004, quando fu reso vacante e mai più riattivato.

## Storia
La IWA Japan, nata dalle ceneri della Wrestling International New Generations (W*ING), ne adottò l'identità e parte dei titoli, utilizzando per il suo titolo di coppia le stesse cinture usate dal W*ING World Tag Team Championship, al punto che lo stesso titolo IWA Japan è talvolta considerato una continuazione di quello W*ING.
Nei suoi primi anni di vita, con la crescente popolarità della federazione, ottenne particolare lustro, venendo per un breve periodo difeso insieme al NWA World Tag Team Championship, prima di vivere un periodo di ombre insieme con tutta la IWA Japan. 
Gli ultimi campioni furono Steve Williams e Ryo Miyake, che dovettero renderli vacanti in seguito ad un cancro alla gola del primo e un infortunio del secondo. Una volta resi vacanti, i titoli non furono più riassegnati, venendo di fatto disattivati, mentre la federazione rimase attiva per altri 10 anni senza istituire un alloro per la categoria tag.

## Albo d'oro
| # | Campione                         | Regno | Data              | Giorni  | Località            | Evento                                           | Note | Fonti |
| - | -------------------------------- | ----- | ----------------- | ------- | ------------------- | ------------------------------------------------ | --- | ----- |
| 1 | Headhunter A e Headhunter B      | 1     | 17 novembre 1994  | 106     | Yokohama, Giappone  | IWA Japan Texas Bronco New Coming                | Il titolo fu istituito in IWA Japan, proponendosi come successore ideologico del W*ING World Tag Team Championship ed ereditandone le cinture. Gli Headhunter vinsero un torneo per il titolo, sconfiggendo in finale Dick Slater e Nobutaka Araya. |       |
| 2 | El Texano e Silver King          | 1     | 3 marzo 1995      | 170     | Hiroshima, Giappone | IWA Japan A Spring Breeze ~Condition of Victory~ | |       |
| 3 | Headhunter A e Headhunter B      | 2     | 20 agosto 1995    | 40      | Kawasaki, Giappone  | IWA Japan Kawasaki Dream                         | |       |
| 4 | Cactus Jack e Tracy Smothers     | 1     | 29 settembre 1996 | 2       | Yokohama, Giappone  | IWA Japan Darkest Hour                           | |       |
| 5 | Mr. Gannosuke e Tarzan Goto      | 1     | 1 ottobre 1995    | 391     | Akita, Giappone     | IWA Japan Darkest Hour                           | Goto e Gannosuke vinsero anche il NWA World Tag Team Championship il 9 dicembre 1995, iniziando a difendere entrambi i titoli simultaneamente. |       |
| — | Vacante                          | —     | 26 ottobre 1996   | —       | —                   | —                                                | Il titolo venne reso vacante quando Goto e Gannosuke lasciarono la federazione. |       |
| 6 | Jason the Terrible e Leatherface | 1     | 23 novembre 1999  | 782-886 | Tokyo, Giappone     | House show                                       | In un torneo per riassegnare i titoli vacanti. La lunghezza del regno non è certa, l'ultima difesa documentata è ad uno show della Lucha Libre AAA Worldwide (AAA) il 12 gennaio 2002.                                                              | [ 2 ] |
| — | Vacante                          | —     | 2002              | —       | —                   | —                                                | Il titolo venne reso vacante per motivazioni non note. |       |
| 7 | Jun Izumida e Shoichi Ichimiya   | 1     | 26 aprile 2006    | 158     | Tokyo, Giappone     | House show                                       | In un torneo per riassegnare i titoli vacanti, sconfiggendo in finale Keizo Matsuda e Takashi Uwano. |       |
| 8 | Keizo Matsuda e Takashi Uwano    | 1     | 1 ottobre 2002    | 51      | Tokyo, Giappone     | House show                                       | |       |
| — | Vacante                          | —     | 21 novembre 2002  | —       | —                   | —                                                | Il titolo venne reso vacante quando Uwano lasciò la federazione. |       |
| 9 | Ryo Miyake e Steve Williams      | 1     | 30 novembre 2003  | 234     | Tokyo, Giappone     | House show                                       | In un torneo per riassegnare i titoli vacanti, sconfiggendo in finale Keizo Matsuda e Leatherface. |       |
| — | Disattivato                      | —     | 21 luglio 2004    | —       | —                   | —                                                | Il titolo venne reso vacante in seguito ad un infortunio di Miyake e all'aggravarsi del cancro di Williams. Non venne più riassegnato, venendo di fatto disattivato.                                                                                |       |